# Архијерејско намесништво алексиначко
Архијерејско намесништво алексиначко сачињава одређени број црквених општина и парохија Српске православане цркве у Епархији нишкој, под надзором архијерејског намесника са седиштем у Алексинцу у храму Светог оца Николаја, у општини Алексинац у Нишавском округу.
Намесништво опслужује вернике из Алексинца и околних села, и у свом саставу има - сакралне објеката изграђена у периоду од 19 до 21. века. У последњих двадесет година цркве намесништва доведене су у функционално стање неопходно за Богослужење верујућег народа.
У саставу Архијерејског намесништва Алексиначког је 18 парохија са ? храмова.

## Парохије, седиште и области
| Парохија            | Седиште парохије                                                            | Области                                                                                            |
| ------------------- | --------------------------------------------------------------------------- | -------------------------------------------------------------------------------------------------- |
| Прва алексиначка    | Алексинац Храм Светог оца Николаја                                          | - Део Алексинца                                                                                    |
| Друга алексиначка   | Алексинац Храм Светог оца Николаја                                          | - Део Алексинца - Села — Вакуп, Глоговица и Алексиначки Бујмир                                     |
| Трећа алексиначка   | Алексинац Храм Светог оца Николаја                                          | - Део Алексинца - Села — Краљево, Суботинац и Алексиначки Рудник                                   |
| Четврта алексиначка | Алексинац Храм Светог оца Николаја                                          | - Део Алексинца                                                                                    |
| Прва житковачка     | Алексинац Храм Светог архангела Гаврила                                     | - Део Житковца - Село Моравац                                                                      |
| Друга житковачка    | Алексинац Храм Светог архангела Гаврила                                     | - Део Житковца - Села — Прћиловица, Горње Сухотно, Доње Сухотно, Горњи Адровац                     |
| Витковачка          | Корман, Витковац Храм Рођења Пресвете Богородице у Витковцу                 | - Села — Витковац, Горњи Љубеш, Доњи Љубеш, Срезовац, Корман                                       |
| Гредетинска         |                                                                             | |
| Грејачка            |                                                                             | |
| Ђунишка             |                                                                             | |
| Каоничка            |                                                                             | |
| Мозговска           |                                                                             | |
| Рибарска            |                                                                             | |
| Рутевачка           |                                                                             | |
| Станачка            |                                                                             | |
| Тешичка             |                                                                             | |
| Трнавска            | Доња Трнава Храм Светог пророка Илије у Доњој Трнави                        | - Села Дражевац, Доња Трнава, Горња Трнава, Доња Топоница, Берчинац, Доњи Крупац, Бели Брег, Врело |
| Трњанска            |                                                                             | |
| Чукуровачка         | Врћеновица, село Чукуровац Храм Светог великомученика Прокопија у Чукуровцу | * Села Чукуровац, Вукања, Породин, Љуптен, Врћеновица, Кулина, Честа, Шуриће                       |

## Храмови у парохијама
| Парохија             | Храмови |
| -------------------- | --- |
| Алексиначке (четири) | Храм преноса моштију светог оца Николаја - Храм светих Архангела Михаила и Гаврила на Алексиначком гробљу - Храм светог Пророка Илије у Суботинцу - Храм Св. Великомученика Пантелејмона у Краљеву - Капела светих Апостола Петра и Павла у Краљеву - Храм Свете Тројице у Глоговици - Храм светог Јована Крститеља у Алексиначком Бујмиру |
| Житковачке (две)     | Храм Светог архангела Гаврила у Житковцу - Храм Светог великомученика Георгија у Моравцу - Храм Светог Јована Крститеља у Горњем Сухотну - Храм Светог пророка Илије у Доњем Сухотну у изградњи - Храм Свете Тројице у Горњем Адровцу - Храм Свете мученице Недеље у Горњем Адровцу                                                        |
| Витковачка           | Храм Рођења Пресвете Богородице у Витковцу - Параклис Светог пророка Јелисеја у Горњем Љубешу - Храм Свете Марије Магдалине у Срезовцу |
| Гредетинска          | |
| Грејачка             | |
| Ђунишка              | |
| Каоничка             | |
| Мозговска            | |
| Рибарска             | |
| Рутевачка            | |
| Станачка             | |
| Тешичка              | |
| Трнавска             | Храм Светог пророка Илије у Доњој Трнави - Храм Светих архангела у Горњој Трнави - Храм Светог Јована Крститеља у Доњем Крупцу - Храм Светог Јована Крститеља у Врелу |
| Трњанска             | |
| Чукуровачка          | Храм Светог великомученика Прокопија у Чукуровцу - Храм Светог Николаја у Вукањи - Храм Светог великомученика Пантелејмона у Вукањи - Храм Светог Јована Крститеља у Породину - Храм Преображења Господњег у Љуптену |

## Галерија
- Црква Свете Тројице у Горњем Адровцу
- Храм Светог великомученика Прокопија у Чукуровцу